# モンノ
モンノ（伊: Monno）は、イタリア共和国ロンバルディア州ブレシア県にある、人口約500人の基礎自治体（コムーネ）。

## 地理

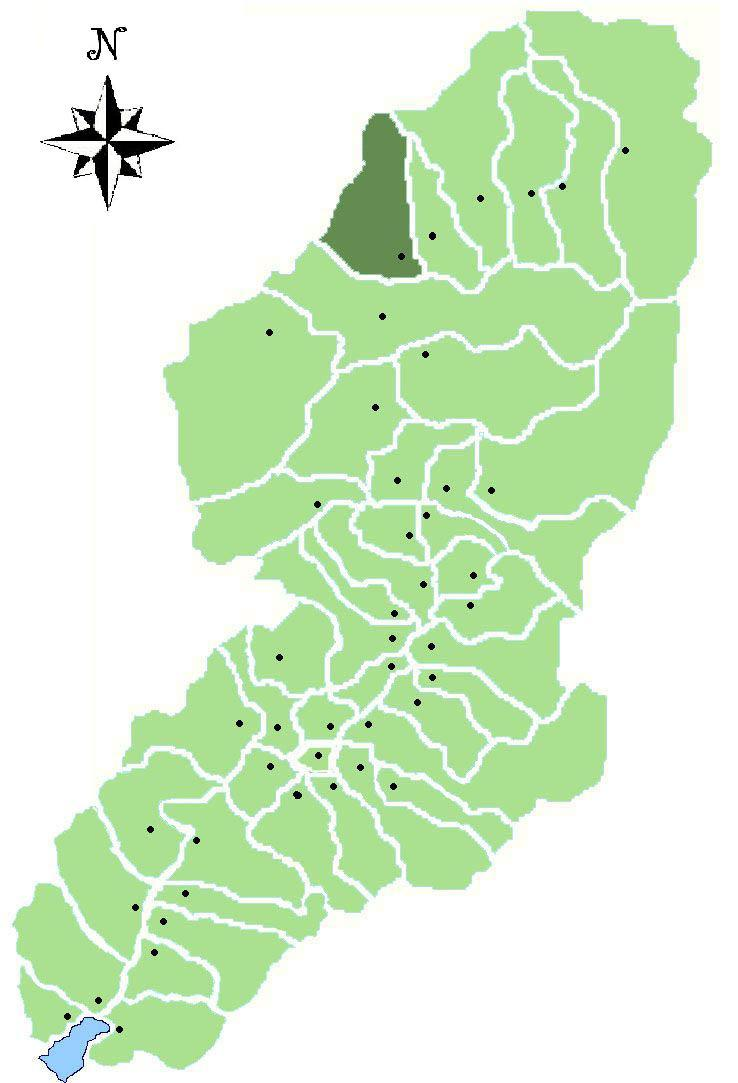
ヴァル・カモニカにおけるコムーネの領域

### 位置・広がり
ブレシア県北部、ヴァルカモニカのコムーネ。ソンドリオから東へ36km、県都ブレシアから北へ75km、州都ミラノから北東へ122kmの距離にある。
北にヴァルテッリーナ（ソンドリオ県）へ越えるモルティローロ峠が通じている。

#### 隣接コムーネ
隣接するコムーネは以下の通り。括弧内のSOはソンドリオ県所属を示す。
| - グロージオ (SO) - 北 - ヴェッツァ・ドーリオ - 北東 - インクーディネ - 東 - エードロ - 南 - トーヴォ・ディ・サンターガタ (SO) - 北西 - マッツォ・ディ・ヴァルテッリーナ (SO) - 北西 - グロソット (SO) - 北西 |

### 地勢・地形
- 河川：オーリオ川

### 地震分類
イタリアの地震リスク階級 (it) では、3 に分類される
。

## 行政

### 山岳部共同体
広域行政組織である山岳部共同体「ヴァッレ・カモニカ山岳部共同体」 (it:Comunità montana di Valle Camonica) （事務所所在地: ブレーノ）を構成するコムーネの一つである。

## 交通

### 道路
- SS42  (it:Strada statale 42 del Tonale e della Mendola)

〔… - ベルガモ近郊 - ローヴェレ - エードロ〕 - モンノ - 〔ポンテ・ディ・レーニョ - メッツァーナ - …〕